# Jeep Grand Commander
Jeep Grand Commander – samochód osobowy typu SUV klasy wyższej produkowany pod amerykańską marką Jeep w latach 2018–2022.

## Historia i opis modelu

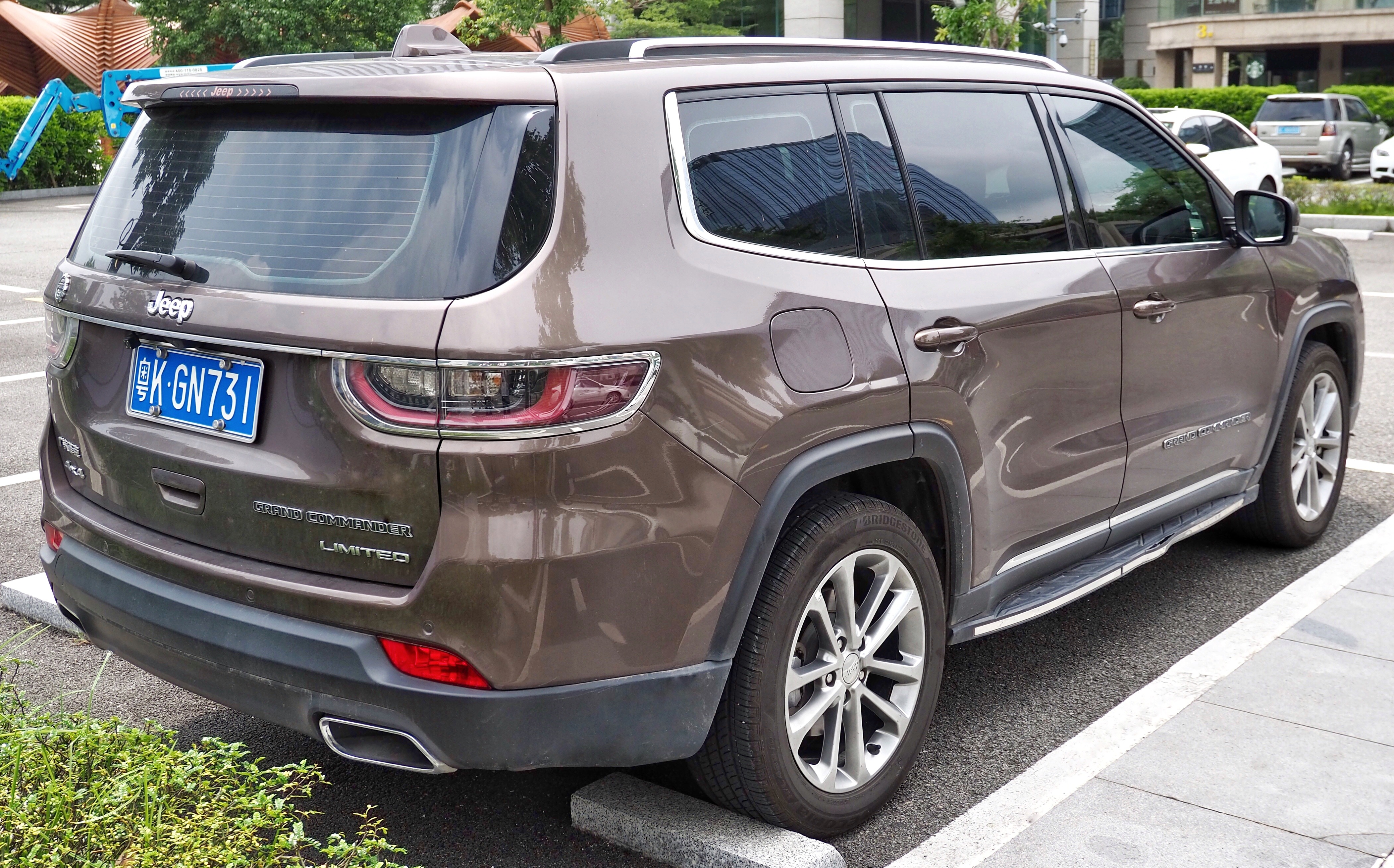
Jeep Grand Commander – tył

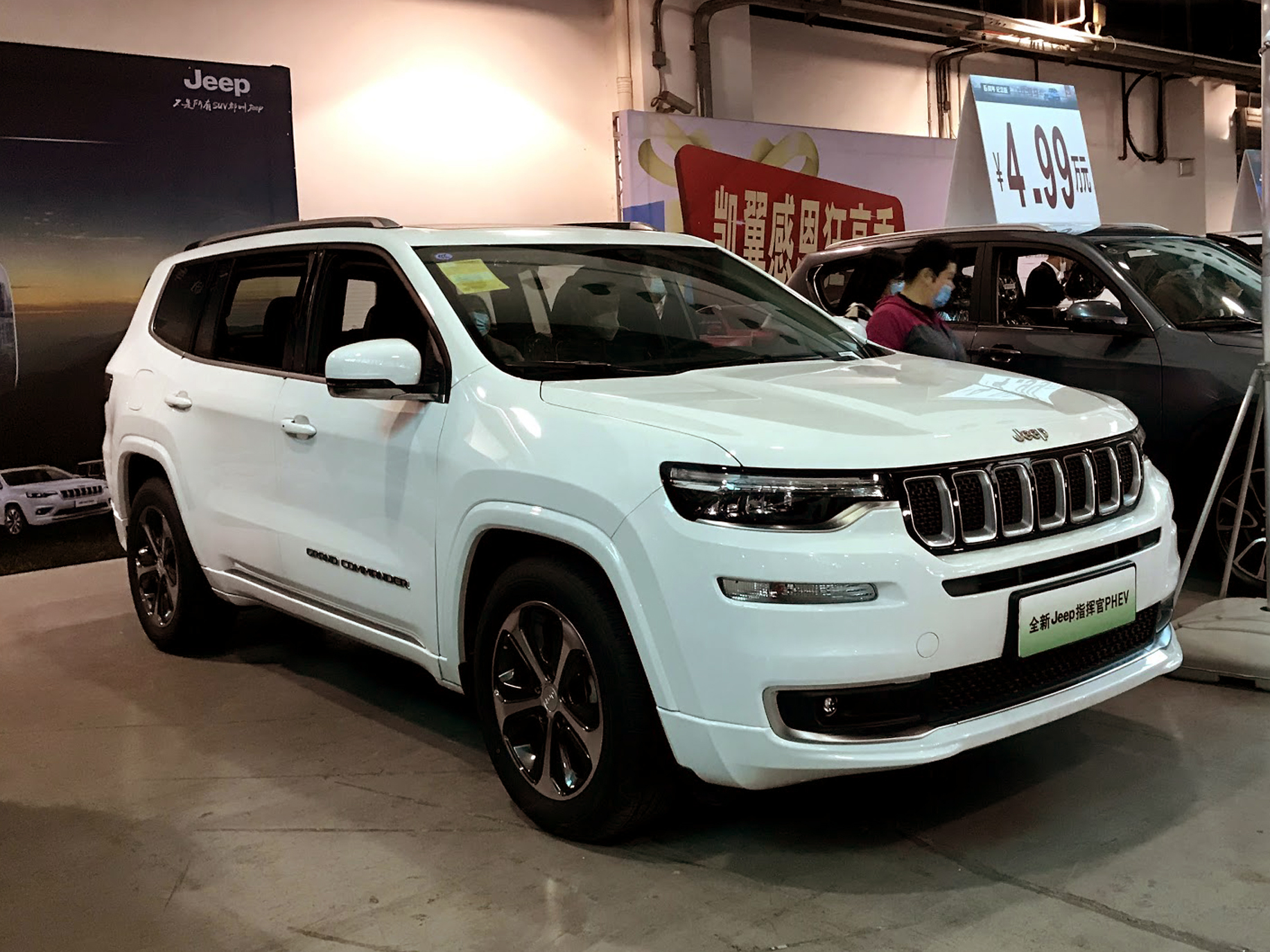
Jeep Grand Commander PHEV

W kwietniu 2017 roku Jeep zaprezentował na targach motoryzacyjnych w Szanghaju prototyp Jeep Yuntu Concept, który był oficjalną zapowiedzią nowego, dużego SUV-a zbudowanego po raz pierwszy w historii amerykańskiej marki specjalnie z myślą o rynku chińskim.
Rok później, w marcu 2018 roku, przedstawiono seryjną postać tego studium o nazwie Jeep Grand Commander, zgodnie z planem – przeznaczając go do sprzedaży tylko w Chinach. Pojazd został oparty o płytę podłogową użytą do budowy m.in. Alfy Romeo Giulietta, czy też Jeepa Cherokee, przywracając do użytku człon nazwy Commander stosowany już dla globalnego modelu przedstawionego w 2005 roku.
Samochód utrzymano w charakterystycznej dla Jeepa stylistyce, z wąską wieloczęściową atrapą chłodnicy, a także podłużnymi reflektorami i tylnymi lampami. Grand Commander jest samochodem siedmiomiejscowym, z trzecim rzędem tworzonym przez składane dwa fotele umieszczone w bagażniku.
Kabina pasażerska Grand Commandera utrzymana została z kolei w projekcie typowym dla innych modeli Jeepa oferowanych globalnie, z ekranem systemu multimedialnego umieszczonego między nawiewami. Elementami wyposażenia stała się m.in. trójstrefowa kliamtyzacja czy trzy rzędy siedzeń mogące pomieścić do 7 pasażerów.

### Grand Commander PHEV
W kwietniu 2019 roku Jeep zaprezentował Grand Commandera w wersji z elektryczno-spalinowym napędem hybrydowym typu plug-in o nazwie Grand Commander PHEV. Samochód napędzany jest przez czterocylindrowy, turbodoładowany silnik benzynowy o pojemności 2 litrów, a także współpracujące z nim dwa silniki elektrycznej. Ładowana z gniazdka bateria o pojemności 13 kWh umożliwia jazdę na samym zasilaniu prądem do 70 kilometrów i rozpędzenie się maksymalnie do 125 km/h.

### Lifting
W sierpniu 2021 roku Jeep Grand Commander przeszedł rozległą restylizację. Przyniosła ona zmodyfikowany wygląd pasa przedniego z większą atrapą chłodnicy, przeprojektowanym zderzakiem, a także szersze z kształtu reflektory. Wprowadzono także przemodelowany zderzak i wydłużone lampy tylne wykonane w technologii LED. Zmiany wizualne objęły także zmodernizowany projekt deski rozdzielczej, gdzie pojawił się przemodelowany projekt zegarów przednich, nowe koło kierownicy, a także większy, 10,1-calowy wyświetlacz dotykowy systemu multimedialnego.

### Sprzedaż
Jeep Grand Commander został zbudowany z myślą o rynku chińskim, gdzie jego sprzedaż rozpoczęła się w kwietniu 2018 roku, korzystając z fabryki joint venture GAC FCA w chińskim mieście Changsha. W połowie 2019 roku spekulowano, że samochód zyska szerszy zasięg rynkowy, trafiając do sprzedaży także w Ameryce Północnej pod marką Chrysler jako Chrysler Journey, czemu miały dowodzić testy próbnych egzemplarzy w amerykańskim stanie Michigan. Spekulacje te jednak nie potwierdziły się, a Grand Commander pozostał modelem Jeepa wyłącznie dla rynku chińskiego. Tam samochód wytwarzano krótko, łącznie przez 4 lata z powodu wycofania się koncernu Stellantis z partnerstwa z koncernem GAC i zamknięcia fabryki Jeepa w Chinach w lipcu 2022.

### Silniki
- R4 2.0l Hurricane
- R4 2.0l PHEV